# De Jeanne d'Arc à Philippe Pétain
Pour les articles homonymes, voir Pétain (homonymie).
Pour plus de détails, voir Fiche technique et Distribution.
MCDXXIX-MCMXLII (De Jeanne d'Arc à Philippe Pétain) est un film écrit et réalisé par Sacha Guitry (54 min), projeté début 1944, non destiné à une exploitation commerciale. Il s'agit d'un film entièrement tourné en banc-titre, présentant les pages du livre d'art éponyme publié sous la signature de Sacha Guitry en 1942. 

## Projections
Le film, projeté lors d'un gala à l'Opéra de Paris en mai 1944, accompagné d'un commentaire dit en direct par Guitry, était destiné à tourner en province à seule fin de présenter aux libraires, marchands d'éditions rares et clients potentiels l'existence de l'édition de luxe du livre d'art éponyme, paru deux ans auparavant. Il existe deux copies du film, l'une ne comportant que les voix off des divers intervenants (comédiens, artistes lyriques, personnalités des Arts et des Lettres), l'autre comportant en sus le commentaire de Sacha Guitry. Depuis sa présentation au Palais Garnier, MCDXXIX-MCMXLII (De Jeanne d'Arc à Philippe Pétain) n'a été projeté que deux fois à la Cinémathèque française, une ou deux fois à Locarno et une fois à Lisbonne (été 1993-printemps 1994).

## Autour du film
Le titre de la couverture est MCDXXIX-MCMXLII [1429-1942], celui de la page de titre De Jeanne d'Arc à Philippe Pétain.
L'exemplaire du livre utilisé pour le film est « spécialement imprimé pour Philippe Pétain, Maréchal de France, chef de l'État ».

## Principaux intervenants « off »
- Sacha Guitry
- Roger Bourdin
- Jean Cocteau
- René Fauchois
- Jean Hervé
- Jacques Varennes
- Michèle Alfa
- Geori Boué
- Jacqueline Francell
- Suzy Prim
- Madeleine Renaud
- Denise Scharley